# Gare du Vieux-Briollay
Gare du Vieux-Briollay vasútállomás Franciaországban, Briollay településen.

## Vasútvonalak
Az állomást az alábbi vasútvonalak érintik:
- Le Mans–Angers-vasútvonal

## Kapcsolódó állomások
A vasútállomáshoz az alábbi állomások vannak a legközelebb:
- Gare de Tiercé (Gare du Mans, Le Mans–Angers-vasútvonal)
- Gare d’Écouflant (Gare d’Angers-Maître-École, Le Mans–Angers-vasútvonal)